# Quebrada de Zonda

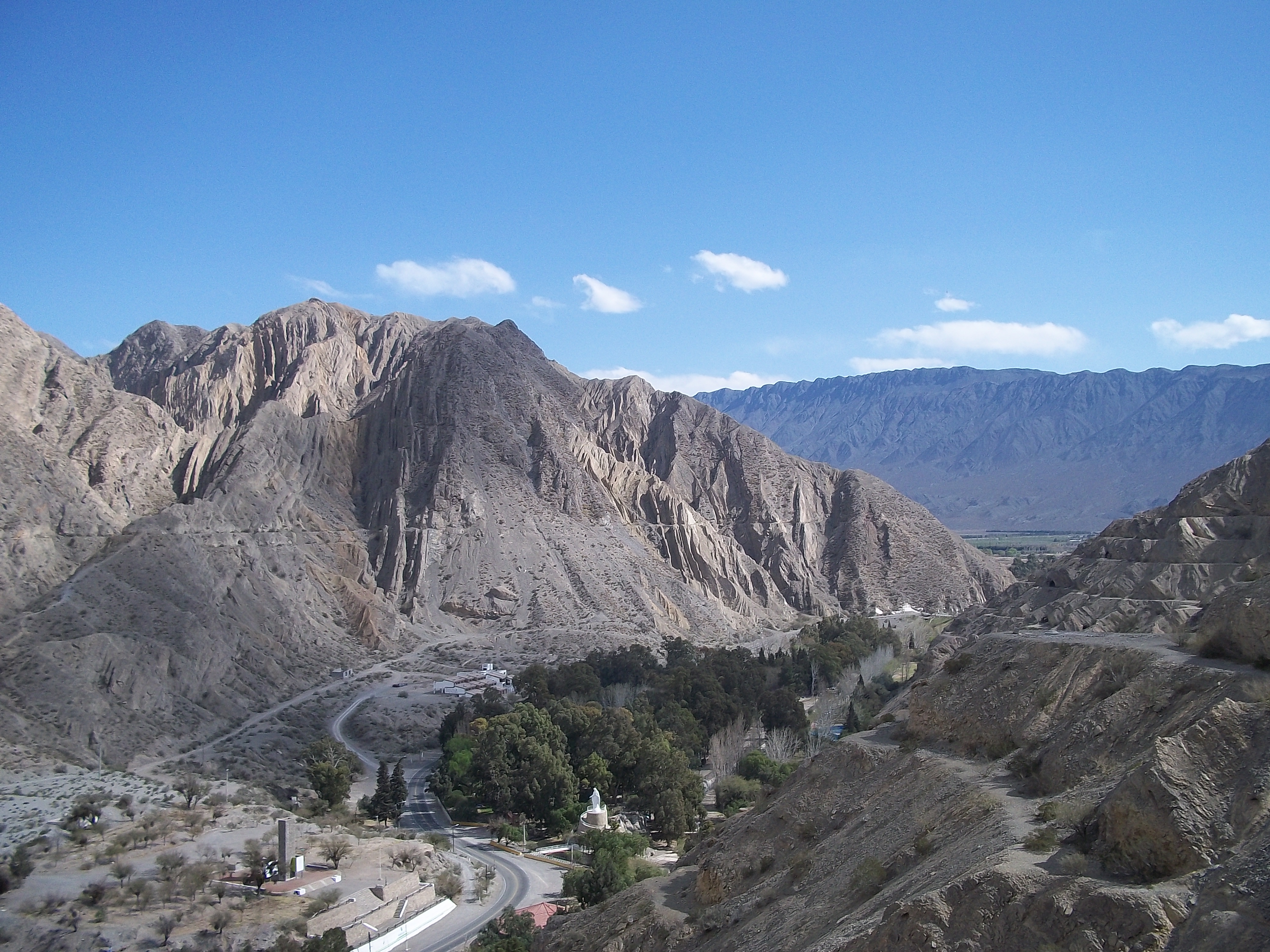
Vista de la quebrada desde la Sierra de Marquesado.

La Quebrada de Zonda es un profundo y angosto surco de origen tectónico-fluvial, encerrada por las sierras de Marquesado, al norte y al sur por la Chica de Zonda. Está ubicada al centro-oeste del departamento Rivadavia, casi al límite con el de Zonda, en el centro sur de la provincia de San Juan, casi al centro oeste de Argentina. Situada a 31°33′21″S 68°41′34″O / -31.55583, -68.69278 aproximadamente a 750 m s. n. m.
Presenta una orientación noreste-suroeste. Es vía de acceso natural hacia el Valle de Zonda y por ella circula la Ruta provincial 12, que unía a Calingasta con San Juan.
Es un importante atractivo turístico por su cercanía con ciudad antes nombrada, entre los principales puntos visitados está el Autódromo Eduardo Copello.

## Atractivos turísticos
Esta zona está comprendida dentro de los recorridos que se realizan desde la Ciudad de San Juan. Se puede acceder a ella saliendo hacia el oeste por la Ruta Provincial 12, después de recorrer unos 18 kilómetros.
Esta zona lleva el nombre de un viento muy particular de la región cuyana, denominado Zonda. Sus efectos suelen ser muy molestos porque puede alcanzar una velocidad de hasta 100 kilómetros por hora, arrastrando a su paso todos los sedimentos que encuentra en suspensión; otro de los trastornos es el aumento incómodo de temperatura que puede llegar en pleno período primaveral a más de 30 °C.
La quebrada del Zonda, es citada por los lugareños como el principal centro dispersor de este viento, llamado “sucio” por los sedimentos que lleva y cuya zona de influencia puede llegar por el norte hasta Jujuy y por el sur hasta Neuquén.
En la Quebrada se desarrolla un parque, denominado Rivadavia, que posee distintos lugares tradicionales para visitar; esta zona data de principios de siglo en que era lugar de veraneo de muchas familias de San Juan, construido.
- Autódromo Eduardo Copello
- Camping municipal de Rivadavia
- Parque Rivadavia
- Jardín de los Poetas
- Monumento Virgen del Líbano
- Caminos y túneles
- Monumento cabeza del indio

- Datos: Q9065118
- Multimedia: Quebrada de Zonda / Q9065118